# Беляк, Иван Филиппович
Ива́н Фили́ппович Беля́к (7 января 1908 — январь 1986) — советский сибирский краевед, спортсмен.

## Биография
Иван Филиппович Беляк родился 7 января 1908 года в деревне Шадринской Минусинского района Красноярского края. После переезда семьи Иван Беляк продолжил обучение в Красноярске. Окончив школу и педагогические курсы, с 1926 года Иван Филиппович работал по направлению в Северо-Енисейском районе учителем истории.
В 1937 году вступил в ВКП(б) и в 1938 году начал работу в крайкоме партии. Продолжил учиться и с отличием окончил Томский государственный педагогический институт. Занимал должность заведующего Красноярским городским отделом народного образования. Начал учёбу в Иркутском юридическом институте, но после окончания трех курсов ушёл на фронт. После окончания Великой Отечественной войны вернулся на пост заведующего Красноярского городского отдела народного образования.
С 1952 года Иван Филиппович Беляк занимал пост директора школы № 10 в Красноярске. Заслуженный учитель РСФСР.

## Краеведческая деятельность

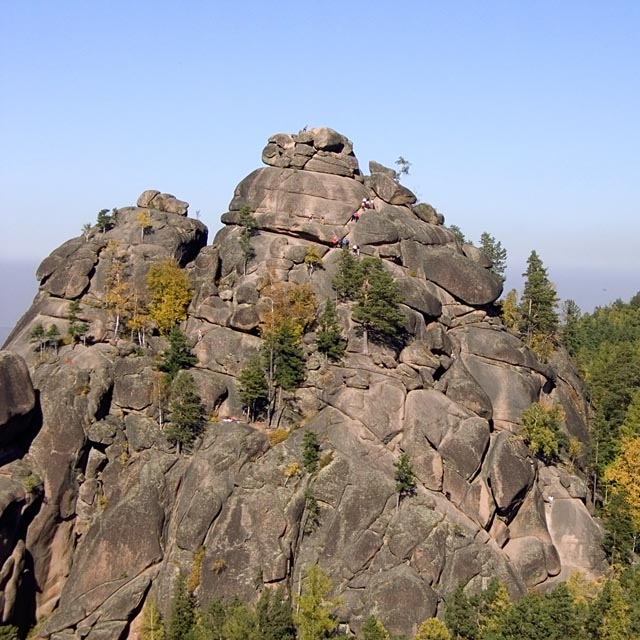
«Первый столб» в заповеднике «Столбы».

Иван Филиппович Беляк написал несколько книг о государственном природном заповеднике «Столбы», таких как «Край причудливых скал» и «Столбы». С 1946 года являлся бессменным председателем краевого общества столбистов «Беркуты».

## Спортивные достижения
Иван Филиппович Беляк также увлекался спортом. Был рекордсменом по прыжкам в длину, его рекорд входил в десятку лучших достижений в Советском Союзе. Кроме того, Иван Филиппович Беляк:
- рекордсмен Красноярского края по лыжным гонкам на 10 и 20 километров;
- рекордсмен Красноярского края в беге на дистанции 200, 400, 800, 1000, 1500, 3000 и 5000 метров;
- рекордсмен Красноярского края по метанию диска, копья и толканию ядра;
- чемпион Сибири и Дальнего Востока по боксу в тяжелом весе;
- чемпион Сибири и Дальнего Востока по борьбе в тяжелом весе.

## Наследие
В честь Ивана Филипповича названы лазы на 1-м и 2-м столбах заповедника «Столбы».